# Panangen Mata
Panangen Mata is een bestuurslaag in het regentschap Aceh Tengah van de provincie Atjeh, Indonesië. Panangen Mata telt 188 inwoners (volkstelling 2010).